# Campeonato Nacional de Rodeo de 2016
El Campeonato Nacional de Rodeo de 2016 fue la versión número 68 del principal torneo del rodeo chileno. Se disputó en la ciudad de Rancagua, en la principal medialuna de Chile entre el 1 y el 3 de abril de 2016.
Después de una larga temporada, en donde se disputaron cinco rodeos clasificatorios, culminó este campeonato nacional que fue ganado por José Tomás Meza y José Manuel Pozo, jinetes del criadero El Principio y representantes de las asociaciones Santiago Sur y Talca. La collera campeona, montando a "Disturbio" y "Perno", realizaron 41 puntos y ambos jinetes se adjudicaron su segundo título nacional ya que anteriormente habían alcanzado un título pero con diferentes colleras, Meza en 2009 y Pozo en 1998.
Esta final fue una de las más emocionantes que se recuerde de los últimos años ya que los segundos campeones obtuvieron 40 puntos y los terceros 39. Solo una carrera perfecta en el cuarto animal servía a Meza y Pozo para ser campeones y así fue, 13 puntos en el último "huacho" y campeones de Chile.
Por su parte Valentina Hernández y Hugo Navarro ganaron la tradicional competencia del movimiento de la rienda, en su versión femenina y masculina, respectivamente.

## Resultados

### Serie de campeones
Antes de iniciarse la serie de campeones se presentaron en la medialuna los grandes campeones de exposición. Posteriormente ingresaron las 39 colleras clasificadas a la final. Antes de dar inicio a la serie el jurado eligió al potro "Romario" como sello de raza, fue montado Gustavo Valdebenito. Además el directorio rememoró el título nacional del año 1966 de Abelino Mora y Miguel Lamoliatte en "Aceitaíta" y "Flecha".
En el primer animal destacó la carrera perfecta de Claudio Hernández y Pablo Aninat en "Esencial" y "Agrandaíto". Los campeones del año anterior, Luis Ignacio Urrutia y Juan Ignacio Meza, a pesar de que habían ganado el repechaje de Las Vizcachas, apenas con dos puntos buenos no lograron pasar al segundo animal, dejando el título vacante a partir del segundo toro.
20 colleras pasaron al segundo animal. La collera del criadero Vista Volcán compuesta por los jinetes Sebastián Walker y Sergio Tobías Labbé realizaron la segunda carrera de 13 puntos en "Poncho Al Viento" y "Corajudo". De 14 puntos hacia arriba las colleras pasaron al tercer animal en donde los del Vista Volcán solo realizan cuatro puntos y pierden el liderato. 
Seis colleras disputaron el cuarto animal. Vista Volcán sumó nueve buenos y Alucarpa carrera perfecta. Melo y Álvarez quedaron con 40 puntos y quedaban a la espera del Santa Isabel. Juan Carlos Loaiza y Eduardo Tamayo realizan ocho puntos y el triunfo resulta imposible para ellos ya que quedan con 39, Carril y Abarca con una actuación sobresaliente también quedaron con 39.
La única opción para que José Tomás Meza y José Manuel Pozo se plocamaran campeones de Chile era realizar una carrera perfecta. Así fue, con 13 puntos superan por uno a Melo y Álvarez y se convierten en campeones de Chile por segunda vez, primer título corriendo juntos. Posteriormente se corrió el desempate por el tercer lugar que fue ganado por Carril y Abarca. Antes del inicio del cuarto animal fue elegida reina del rodeo la señorita Jessica Cares Urbina.
| Cuarto Animal 2016 | Cuarto Animal 2016                     | Cuarto Animal 2016              | Cuarto Animal 2016   | Cuarto Animal 2016 |
| ------------------ | -------------------------------------- | ------------------------------- | -------------------- | ------------------ |
| Posición           | Jinetes                                | Caballos                        | Asociación           | Puntaje            |
| 1.ª                | José Tomás Meza y José Manuel Pozo     | "Disturbio" y "Perno"           | Santiago Sur y Talca | 41                 |
| 2.ª                | Rafael Melo y Ricardo Álvarez          | "Elemento" y "Extranjera"       | Valdivia             | 40                 |
| 3.ª                | José Manuel Carril y Gonzalo Abarca    | "Chincolito" y "Tentado"        | O'Higgins            | 39+10              |
| 4.ª                | Juan Carlos Loaiza y Eduardo Tamayo    | "Dulzura" y "Delicada"          | Valdivia             | 39+4               |
| 5.ª                | Sebastián Walker y Sergio Tobías Labbé | "Poncho al Viento" y "Corajudo" | Valdivia             | 35                 |
| 6.ª                | Juan González y Diego Ordóñez          | "Parlanchina" y "Maldaosa"      | Litoral Central      | 34                 |

### Serie Criadores
- 1.er lugar: Criadero Principio, José Tomás Meza y José Manuel Pozo (Asociaciones Santiago Sur y Talca) en "Disturbio" y "Perno" con 32 puntos (12+4+8+8)
- 2.º lugar: Criadero Casas de Bucalemu, Juan Pablo González y Diego Ordóñez (Asociación Litoral Central) en "Parlanchina" y "Maldaosa" con 31 puntos (12+8+4+7)
- 3.er lugar: Criadero San Esteban, Rafael Romero y Cristián Rojas (Asociación Los Andes) en "La Brisca" y "Chamaca" con 28 puntos (7+9+6+6)

### Serie Caballos
- 1.er lugar: Rufino Hernández e Iñaki Gazmuri (Asociación Talca) en "On Chuno" y "Campanario II" con 32 (11+8+9+4) +6 puntos en el desempate
- 2.º lugar: José Manuel Carril y Gonzalo Abarca (Asociación O'Higgins) en "Chincolito" y "Tentado" con 32 (8+8+8+8) +2 puntos en el desempate
- 3.er lugar: Diego Pacheco y Luis Huenchul (Asociación Colchagua) en "Rastrojero" y "Payaso" con 23 puntos (10+4+8+1)

### Serie Yeguas
- 1.er lugar: Criadero Vista Volcán, Sebastián Walker y José Rojas (Asociación Valdivia) en "Se Te Nota" y "Remolienda", con 34 puntos (8+8+10+8)
- 2.º lugar: Emiliano Ruiz y José Tomás Meza (asociaciones O'Higgins y Santiago Sur) en "Campiña" y "Artillera en Domingo", con 31 (10+2+11+8)
- 3.er lugar: Diego Meza y Gonzalo Abarca (Asociación O'Higgins) en "Rota Tacaña" y "Estimada", con 25 (8+0+12+5)

### Serie Potros
- 1.er lugar: Gustavo Cornejo y Tomás Frías (Asociación AguaNegra) en "Desastre" y "Talentoso", con 42 (11+ 11+ 12+ 8)
- 2.º lugar: Criadero Palmas de Peñaflor, Alfredo Moreno y Luis Eduardo Cortés (Asociación Talca) en "Paredón" y "Portento", con 34 (8 +10+8+8)
- 3.er lugar: Claudio Hernández y Pablo Aninat (Asociación Santiago Oriente) en "Esencial" y "Agrandaíto" con 32 (8+4+8+12)

### Serie Mixta
- 1.er lugar: Criadero Palmas de Peñaflor, Alfredo Moreno y Luis Eduardo Cortés (Asociación Talca) en "Condesa" y "Cacique" con 36 puntos (10+11+9+6)
- 2.º lugar: Felipe Franco y Raúl Donoso (Asociación Río Cautín) en "Medio Litro" y "Chauquén" con 25 (7+7+5+6)
- 3.er lugar: Jorge Ortega y Francisco Mena (Asociación Melipilla) en "Rodaja" y "Estimulado" con 25 (7+9+7+2)

### Primera Serie Libre A
- 1.er lugar: Criadero El Solar, Hernán Alfredo Lobel y Nelson Eduardo García (Asociación Llanquihue y Palena) en "Escandaloso" y "Escalón", con 32 (5+5+11+11)
- 2.º lugar: Criadero Santa Isabel, Eduardo Tamayo y Juan Carlos Loaiza (Asociación Valdivia) en "Dulzura T.E." y "Delicada T.E.", con 31 (12+7+11+1)
- 3.er lugar: José Antonio Pons y José Manuel Valera (Asociación Aguanegra) en "Papelucho" y "Peregrino", con 31 (9+6+9+7)
- 4.º lugar: Criadero Orillas del Volcán, Christopher Fernando Valdés y Dionisio esteban Ulloa (Asociación Cautín) en "Rosquero en Domingo" y "Don Pirula", con 31 (9+7+11+4)
- 5.º lugar: Jerry Luis Tapia y Alfonso Alexander Figueroa (Asociación San Felipe) en "Risueño" y "Rescoldo", con 30 (8+8+10+4)

### Primera Serie Libre B
- 1.er lugar: Diego Ordóñez y Juan Pablo González (Asociación Litoral Central) en "Voy y Vuelvo" y "Zorzalero" con 29 puntos (5+8+7+9)
- 2.º lugar: Raúl Arraño y Cristián Arraño (Asociación Norte Grande) en "Alarde" y "Churrín" con 28 (11+5+5+7)
- 3.er lugar: Gustavo Ortega y José Luis Ortega (Asociación Los Andes) en "Lola II" y "Aceituna" con 27 (6+8+8+5)
- 4.º lugar: Criadero Alucarpa, Rafael Melo y Ricardo Álvarez (Asociación Valdivia) en "Elemento" y "Extranjera" con 26 (6+4+7+9)
- 5.º lugar: Juan Antonio Rehbein y Bruno Rehbein (Asociación Llanquihue y Palena) en "Prometido" y "Escondido" con 26 (10+3+12+1)

### Segunda Serie Libre A
- 1.er lugar: Criadero Quilén, Raúl Arraño y Cristián Arraño (Asociación Norte Grande) en "Resucitada" y "Linaza" con 29 puntos (5+5+7+12)
- 2.º lugar: Criadero Vista Volcán, Sebastián Walker y Sergio Tobías Labbé (Asociación Valdivia) en "Poncho Al Viento" y "Corajudo" con 28 (9+6+8+5)
- 3.er lugar: Criadero Las Callanas, Gonzalo Vial Lira y Emiliano Ruiz (Asociación O'Higgins) en "Charro Viejo" y "Granelero" con 23+5 (11+3+5+4)
- 4.º lugar: Nicolás Maggi y Pedro Espinoza (Asociación Quillota) en "Teruca" y "Tranquilla" con 23+4 (7+5+10+1)

### Segunda Serie Libre B
- 1.er lugar: Criadero Cullaima, Camilo Padilla y Joaquín Grob (Asociación Valdivia) en "Enagua" y "Rejuela" con 33 puntos (10+8+7+8)
- 2.º lugar: Omar Sánchez y Gonzalo Díaz (Asociación Colchagua) en "Plebeya" y "Agarrada" con 32 puntos (12+5+7+8)
- 3.er lugar: Juan Carlos Villarroel y Mauricio Villarroel (Asociaciones Los Andes y San Felipe) en "Escultor" y "Estruendosa" con 31 (9+3+10+9)
- 4.º lugar: Fernando Rodríguez y Víctor Vergara (Asociaciones Santiago Sur y Santiago) en "Dominante" y "Costurero" con 30 (6+8+8+8)

### Movimiento de la rienda femenino
- Campeón: Valentina Hernández (Asociación Talca) en "Roto Lindo" con 52 puntos
- Segundo campeón: Yeny Troncoso (Asociación Llanquihue y Palena) en "Relicario" con 47 puntos

### Movimiento de la rienda masculino
- Campeón: Hugo Navarro (Asociación Valdivia) en "Milonga" con 52 puntos
- Segundo campeón: Hugo Navarro (Asociación Valdivia) en "Increíble" con 47 puntos

## Clasificatorios

### Clasificatorio Zona Sur de Frutillar
- 1.er lugar: Criadero Peleco, Gustavo Valdebenito y Felipe Garcés (Asociación Malleco) en "Romario" y "Caballero", con 29 puntos buenos (8+8+9+4)
- 2.º lugar: Criadero Cullaima, Camilo Padilla y Joaquín Grob (Asociación Valdivia) en "Enagua" y "Rejuela", con 25 (7+8+7+3)
- 3.er lugar: Criadero Orillas del Volcán, Dionisio Ulloa y Christopher Valdés (Asociación Cautín) en "Rosquero en Domingo" y "Don Pirula" con 24 (7+7+11-1).

### Clasificatorio Zona Centro de San Fernando
- 1.er lugar: Felipe Undurraga y Luis Huenchul (Asociación Colchagua) en "Cambalache" y "Flagelo" con 33 puntos (5+11+6+11)
- 2.º lugar: Criadero Palmas de Peñaflor, Alfredo Moreno Echevería y Luis Eduardo Cortés (Asociación Talca) en "Condesa" y "Cacique" con 32 (10+8+10+4)
- 3.er lugar: Jorge Ortega y Francisco Mena (Asociación Melipilla) en "Rodaja" y "Estimulada" con 29 (8+5+12+4).

### Clasificatorio Zona Norte de Nos
- 1.er lugar: José Manuel Toledo y Manuel Muñoz (Asociación Santiago Oriente) en "Tentación" y "Estera" con 43 puntos (9+13+11+10)
- 2.º lugar: Diego Ordóñez y Juan Pablo González (Asociación Litoral Central) en "Voy y Vuelvo" y "Zorzalero" con 40 (11+7+10+12)
- 3.er lugar: Schawky Eltit y Pedro Espinoza (Asociación Quillota) en "Esbelta" y "Engaño" con 28 (12+5+8+3).

### Clasificatorio Repechaje Centro Sur de Pemuco
- 1.er lugar: Alexi Troncoso y Tomás Hechenleitner (Asociación Llanquihue y Palena) en "Privilegio" y "Domingo Siete" con 34 puntos buenos (8+12+9+5)
- 2.º lugar: Rufino Hernández e Iñaki Gazmuri (Asociación Talca) en "On Chuno" y "Campanario", con 30 (7+8+7+8) +3
- 3.er lugar: Felipe Franco y Raúl Donoso (Asociación Río Cautín) en "Medio Litro" y "Chauquén", con 30 (4+9+8+9) +2.

### Clasificatorio Repechaje Centro Norte de Las Vizcachas
- 1.er lugar: Luis Ignacio Urrutia y Juan Ignacio Meza (Asociación Santiago Sur) en "Arremángamelo" y "Preferido", con 40 puntos buenos (12+10+9+9)
- 2.º lugar: Cristián Leiva y José Astaburuaga (Asociación Valle Santa Cruz) en "Vericueto" y "Cuchito", con 31 (1+8+10+12)
- 3.er lugar: Rodolfo Figueroa y Mauricio Villarroel (Asociación San Felipe) en "Banderilla" y "Villano" con 25 (9+0+8+8).

## Cuadro de honor temporada 2015-2016
Al finalizar la temporada la Federación del Rodeo Chileno entregó el ranking de la temporada, tanto para los jinetes como para los ejemplares.

### Jinetes
1. José Manuel Pozo - 398 puntos
2. José Tomás Meza - 297 puntos
3. Gonzalo Abarca - 224 puntos
4. Rafael Melo - 218 puntos
5. Ricardo Álvarez - 205 puntos
6. Eduardo Tamayo - 139 puntos
7. Juan Carlos Loaiza - 127 puntos
8. José Manuel Carril - 92 puntos
9. Sergio Tobías Labbé - 44 puntos
10. Sebastián Walker - 40 puntos

### Caballos
1. Principio Perno - 313 puntos
2. Principio Dusturbio - 294 puntos
3. Quebradas Tentado
4. Las Chandongas Chincolito
5. Las Callanas Charro Viejo
6. Santa Carolina Costurero
7. Orillas del volcán Rosquero en domingo
8. Millalonco On Chuno
9. La Reposada Rastrojero

### Yeguas
1. Alucarpa Extranjera - 300 puntos
2. Santa Isabel Dulzura T.E. - 270 puntos
3. Santa Isabel Delicada T.E. - 246 puntos
4. Casas de Bucalemu Parlanchina - 191 puntos
5. Casas de Bucalemu Maldaosa - 184 puntos
6. Vista Volcán Remolienda - 127 puntos
7. Vista Volcán Se Te Nota - 109 puntos
8. Palmas de Peñaflor Condesa - 97 puntos
9. Huacacura Estimada - 76 puntos
10. El Combo Rota Tacaña - 45 puntos

### Potros
1. Alucarpa Elemento - 310 puntos
2. Vista Volcán Poncho al viento - 280 puntos
3. Vista Volcán Corajudo - 262 puntos
4. Palmas de Peñaflor Paredón - 145 puntos
5. Palmas de Peñaflor Portento - 117 puntos
6. El Palo Cambalache - 111 puntos
7. El Sacrificio Esencial - 111 puntos
8. Doña Dominga Casa Silva Flagelo - 75 puntos
9. San Manuel de la Punta Desastre - 70 puntos
10. El Pial Talentoso - 61 puntos